# Port lotniczy Upington
Port lotniczy Upington (IATA: UTN, ICAO: FAUP) – port lotniczy położony w Upington, w prowincji Przylądkowej Północnej, w Republice Południowej Afryki.

## Linie lotnicze i połączenia
| Linia Lotnicza | Kierunek                    |
| -------------- | --------------------------- |
| Airlink        | 1. Kapsztad 2. Johannesburg |